# 校内暴力殺人事件 (テレビドラマ)
『校内暴力殺人事件 - 狙われた女教師 』（こうないぼうりょくさつじんじけん ねらわれたおんなきょうし）は、1982年に日本テレビ系「火曜サスペンス劇場」で放送されたテレビドラマ。主演は原日出子。副題「狙われた教師 校内暴力殺人事件 あなたのお子さんは大丈夫ですか？」。フィルム作品。

## 概要
1971年放映の「火曜日の女シリーズ」『クラスメート－高校生ブルース－』のリメイク。
二谷英明が立ち上げた制作会社「プロジェクト・エー」が制作しており、二谷自らも出演している。中山秀征のデビュー作であり、二谷の逝去の際に『シューイチ』（日本テレビ）でこのドラマで共演したことに触れ、哀悼の意を表した。

## あらすじ
盛岡で高校教師をしていた森下正子（原日出子）は3人組の新聞部の生徒たちに強姦され、高校を退職する。その後、東京で中学教師をしていた恋人・村山真一郎（織田あきら）に自分の勤めている学校の教師になるようすすめられる。強い信念を持ち、生徒から慕われていた真一郎は、ある日校内で遺体となって発見され、警察は殺人事件として捜査をはじめる。疑われる生徒たち。激しく荒れる学校に、正子は彼の信念を引き継ぎ、真一郎が受け持っていたクラスの担任になることを決意する。

## キャスト
- 原日出子 - 森下正子
- 伊吹剛 - 望月警部補
- 織田あきら - 村山真一郎
- 川地民夫 - 矢部（赤塚署少年係）
- 高田敏江 - 信夫の母
- 藤木悠 - 校長
- 西尾三枝子 - ゆりの母
- 松本朝夫 - 望月の上司
- 露原千草 - 真一郎の母
- 人見きよし - 教頭
- 高杉玄 - ゆりの父
- 紅理子 - 教師
- 上田耕一 - 教師
- 新山真弓 - 花輪の姉
- 草村礼子 - さとるの母
- 船渡伸二 - 花輪の父
- 永谷悟一 - 用務員
- 加藤茂雄 - さとるの父
- 細谷昌一
- 飯田明
- 升元泰造
- 小川真喜子
- 梅原正樹
- 植木一臣
- 水島かおり - 黒田ゆり
- 西端やよい - よしこ
- 木村一男
- 中山秀征 - 香山さとる
- 山岸樹美雄 - 矢沢信夫
- 高橋めぐみ
- 田中治
- 佐藤裕
- 出演協力 - 日本児童、日本テレビ音楽学院、若草、ひまわり、東俳、東京宝映、東京新社、類プロ、若プロ、黒木プロ
- 殺陣 - 車邦秀
- ナレーター - 若尾義昭
- 安井昌二 - 赤塚署署長
- 二谷英明 - 伊達俊介

## スタッフ
- 企画 - 小坂敬（日本テレビ）、山本時雄（日本テレビ）
- プロデューサー - 高橋靖二（日本テレビ）、仲川哲朗（プロジェクト・エー）
- 原案・脚本 - 池田一朗
- 音楽 - 市川秀男
- テーマ曲 - 「聖母たちのララバイ」 唄 - 岩崎宏美
- 撮影 - 原秀夫
- 照明 - 金井道朗
- 録音 - 伴利也
- 美術 - 柏博之
- 編集 - 神谷信武
- 選曲 - 鈴木清司
- 整音 - 辻一郎
- 記録 - 堀ヨシ子
- キャスティングM - 木村智生
- 助監督 - 高坂勉
- 製作主任 - 小沢康彦
- 製作担当 - 高沢吉紀
- 現像 - 東京現像所
- 効果 - 宮田音響
- 美術 - 装美社
- 美粧 - 桑原登美子
- 制作管理 - 中尾成雄
- PR担当 - 河村良子（日本テレビ）
- スチール - 水谷功
- 製作協力 - NAC
- 協力 - 日産自動車、日本照明、アオイスタジオ
- 衣裳協力 - アサカ（株）
- 監督 - 後藤秀司
- 制作 - 日本テレビ、プロジェクト・エー